# 瀧谷善一
瀧谷 善一（たきたに ぜんいち、1883年6月30日 - 1947年9月18日）は、日本の商学者。神戸経済大学（現神戸大学）名誉教授。初代日本経営学会理事長。

## 経歴
大阪府貝塚市出身。1908年東京高等商業学校（現一橋大学）専攻部卒業。村瀬春雄門下。1910年神戸高等商業学校（現神戸大学）教授。1913年英米留学。1923年欧米出張。1924年同校商業研究所調査部長。1929年神戸商業大学（現神戸大学）教授。1935年商学博士の学位を取得。1941年日本経営学会初代理事長。1942年依願退官。同年従三位。のち、東洋紡績経済研究所初代所長、神戸市助役、神戸市最高顧問を歴任した。

## 著書
- 『保険研究 第1巻』宝文館 1919
- 『保険研究 第2巻』宝文館 1919
- 『火災保險講話 第1冊,第2冊,第3冊,第4冊,第5冊』東京火災保険 1926
- 『火災保険料率問題』大日本聯合火災保険協会 1930
- 『火災保險料率論』宝文館 1935
- 『火災保険論』千倉書房 1936

### 編著
- 『最新英話商業辞典』共編 宝文館 1914
- 『輸出雑貨工業論』編 有斐閣 1942

## 論文
- <瀧谷善一